# MC (音樂)
在嘻哈音樂的定義中，MC是「microphone controller」的縮寫，意為「麥克風的掌控者」，也就是指饒舌者（rapper）。這個用法是在1970年代至1980年代間開始出現的，但隨著時代演進，「MC」的定義容易和其他事物混淆，因此在英語中以使用「rapper」一詞較為普遍，在日本則較常使用「MC」。
傳統上來說，MC會使用有節奏感的字句（無論是預先寫好或即興發揮）來介紹並讚揚一起合作的DJ，並帶起現場觀眾的氣氛。在嘻哈文化中，MC也可解釋為「Mic Checka」、「Music Commentator」或「Moves the Crowd」（鼓動群眾之意）。